# Roberto González (futbolista)
Roberto Andrés González Beltrán (Olivar, 19 de mayo de 1976) es un exfutbolista chileno. Jugaba como portero y su último club fue O'Higgins de la Primera División de Chile.

## Trayectoria
La vida y carrera del portero Roberto González ha estado, en gran parte, ligada a O'Higgins. El arquero llegó a las divisiones menores del cuadro celeste y ascendió al primer equipo en 1998, donde estuvo hasta el 2006.
El Beto volvió a Rancagua en 2010, donde ha estado relegado a la banca, aunque en competiciones como la Copa Chile ha podido defender el pórtico rancagüino.
El 27 de mayo de 2015 se confirma su renovación de contrato por una temporada en el cuadro celeste siendo este el portero más longevo en  actividad con 39 años de edad, por su renovación dijo: “Había pensado en seguir jugando quizás por otros seis meses, pero finalmente con los directivos acordamos un contrato por un año más y lógicamente que me siento muy contento de prolongar mi carrera donde siempre me he sentido a gusto”. “Mi último año de fútbol en O'Higgins lo voy a disfrutar al máximo”.

## Estadísticas
| Club              | Div.          | Temporada     | Liga  | Liga  | Copas nacionales | Copas nacionales | Torneos internacionales | Torneos internacionales | Total | Total |
| Club              | Div.          | Temporada     | Part. | Goles | Part.            | Goles            | Part.                   | Goles                   | Part. | Goles |
| ----------------- | ------------- | ------------- | ----- | ----- | ---------------- | ---------------- | ----------------------- | ----------------------- | ----- | ----- |
| O'Higgins · Chile | 1.ª           | 1999          | 44    | 0     | —                | —                | —                       | —                       | 44    | 0     |
| O'Higgins · Chile | 1.ª           | 2000          | 7     | 0     | —                | —                | —                       | —                       | 7     | 0     |
| O'Higgins · Chile | 1.ª           | 2001          | 12    | 0     | —                | —                | —                       | —                       | 12    | 0     |
| O'Higgins · Chile | 2.ª           | 2000          | 14    | 0     | —                | —                | —                       | —                       | 14    | 0     |
| O'Higgins · Chile | 2.ª           | 2003          | 26    | 0     | —                | —                | —                       | —                       | 26    | 0     |
| O'Higgins · Chile | 1.ª           | 2003          | 1     | 0     | —                | —                | —                       | —                       | 1     | 0     |
| Everton · Chile   | 1.ª           | 2004          | 19    | 0     | —                | —                | —                       | —                       | 19    | 0     |
| Everton · Chile   | 1.ª           | 2005          | 30    | 0     | —                | —                | —                       | —                       | 11    | 0     |
| Everton · Chile   | Total club    | Total club    | 49    | 0     | 0                | 0                | 0                       | 0                       | 49    | 0     |
| Cobresal · Chile  | 1.ª           | 2007          | 40    | 0     | —                | —                | —                       | —                       | 40    | 0     |
| Cobresal · Chile  | 1.ª           | 2008          | 37    | 0     | —                | —                | —                       | —                       | 37    | 0     |
| Cobresal · Chile  | 1.ª           | 2009          | 34    | 0     | —                | —                | —                       | —                       | 34    | 0     |
| Cobresal · Chile  | Total club    | Total club    | 111   | 0     | 0                | 0                | 0                       | 0                       | 111   | 0     |
| O'Higgins · Chile | 1.ª           | 2010          | 6     | 0     | —                | —                | —                       | —                       | 6     | 0     |
| O'Higgins · Chile | 1.ª           | 2011          | 5     | 0     | 1                | 0                | —                       | —                       | 6     | 0     |
| O'Higgins · Chile | 1.ª           | 2012          | 1     | 0     | 11               | 0                | —                       | —                       | 11    | 0     |
| O'Higgins · Chile | 1.ª           | 2013          | 4     | 0     | —                | —                | —                       | —                       | 4     | 0     |
| O'Higgins · Chile | 1.ª           | 2013-14       | 4     | 0     | 9                | 0                | —                       | —                       | 20    | 0     |
| O'Higgins · Chile | 1.ª           | 2014-15       | 4     | 0     | 3                | 0                | —                       | —                       | 7     | 0     |
| O'Higgins · Chile | 1.ª           | 2015-16       | 8     | 0     | 1                | 0                | —                       | —                       | 9     | 0     |
| O'Higgins · Chile | Total club    | Total club    | 136   | 0     | 24               | 0                | 0                       | 0                       | 160   | 0     |
| Total carrera     | Total carrera | Total carrera | 303   | 0     | 24               | 0                | 0                       | 0                       | 327   | 0     |
| 1. 2. 3.          |               |               |       |       |                  |                  |                         |                         |       |       |

## Palmarés
| Título                    | Club      | País  | Año    |
| ------------------------- | --------- | ----- | ------ |
| Primera División de Chile | O'Higgins | Chile | 2013-A |
| Supercopa de Chile        | O'Higgins | Chile | 2014   |

### Distinciones individuales
| Distinción                   | Año  |
| ---------------------------- | ---- |
| Medalla Santa Cruz de Triana | 2014 |